# Mariafe Artacho del Solar
Mariafe Artacho del Solar (Lima, 24 ottobre 1993) è una giocatrice di beach volley australiana, vincitrice della medaglia d'argento ai Giochi olimpici estivi di Tokyo 2020.

## Biografia
Nata a Lima, in Perù, si è trasferita a Sydney all'età di undici anni, e poi ad Adelaide a diciott'anni.
Partecipa al torneo di beach volley di Rio 2016 insieme a Nicole Laird, ma la coppia viene eliminata ai gironi, perdendo ogni incontro e concludendo il torneo al 19º posto.
Insieme a Taliqua Clancy, arriva in finale ai Giochi del Commonwealth di Gold Coast 2018, dove perde contro le canadesi Melissa Humana-Paredes e Sarah Pavan. L'anno successivo la coppia australiana conquista la medaglia di bronzo ai campionati mondiali del 2019.
La coppia Clancy-Artacho del Solar incontra nuovamente Pavan e Humana-Paredes ai quarti di finale del torneo olimpico di Tokyo 2020, questa volta vincendo per due set a uno. Dopo aver sconfitto Anastasija Kravčenoka e Tīna Graudiņa, chiudono il torneo con una medaglia d'argento, dietro le statunitensi Alexandra Klineman e April Ross.
Ai XXII Giochi del Commonwealth, svoltisi a Birmingham, Artacho del Solar e Clancy conquistano la seconda medaglia d'argento, dietro a Pavan e Humana-Paredes.
Alle Olimpiadi di Parigi 2024, sempre in coppia con Clancy, chiude il torneo al quarto posto.

## Palmarès
- Giochi olimpici

Tokyo 2020:  Argento
- Mondiali

Amburgo 2019:  Bronzo
- Giochi del Commonwealth

Gold Coast 2018:  Argento
Birmingham 2022:  Argento